# Данута Козак
Данута Козак (угор. Kozák Danuta, 11 січня 1987) — угорська веслувальниця, шестириразова олімпійська чемпіонка, олімпійська медалістка, одинадцятиразова чемпіонка світу.

## Виступи на Олімпіадах
| Олімпіада           | Дисципліна                    | Місце |
| ------------------- | ----------------------------- | ----- |
| Пекін 2008          | байдарка-четвірка, 500 метрів | 2     |
| Лондон 2012         | байдарка-одиночка, 500 метрів | 1     |
| Лондон 2012         | байдарка-четвірка, 500 метрів | 1     |
| Ріо-де-Жанейро 2016 | байдарка-одиночка, 500 метрів | 1     |
| Ріо-де-Жанейро 2016 | байдарка-двійка, 500 метрів   | 1     |
| Ріо-де-Жанейро 2016 | байдарка-четвірка, 500 метрів | 1     |
| Токіо 2020          | байдарка-одиночка, 500 метрів | 4     |
| Токіо 2020          | байдарка-двійка, 500 метрів   | 3     |
| Токіо 2020          | байдарка-четвірка, 500 метрів | 1     |